# Aube (rivière)
Pour les articles homonymes, voir Aube.
L’Aube est une rivière française, l'un des quatre plus gros affluents de la Seine, dont le cours suit une direction assez proche. Elle donne son nom à un département : l'Aube.

## Étymologie
Le nom de la rivière est documenté sous les formes latines Albis (VIIe siècle), Alba (877)…
Les eaux de cette rivière, étant, selon Onésime Reclus, « moins foncées que celles de la Seine », dans laquelle elle se jette à Marcilly. Le terme, dérivé d’alba, « blanc », désigne un sol blanc de nature argileuse, souvent à partir de terrains calcaires, l’Aube traverse la Champagne crayeuse à Arcis-sur-Aube. La rivière Aube coule sur de la craie blanche. 
Il reprend la racine préceltique *alb- / *arv- que l'on retrouve dans de nombreux noms de rivières : Albe, Aube, Aubance, Aubette, Blette, Albenche, Arve, Arveyron…

## Géographie

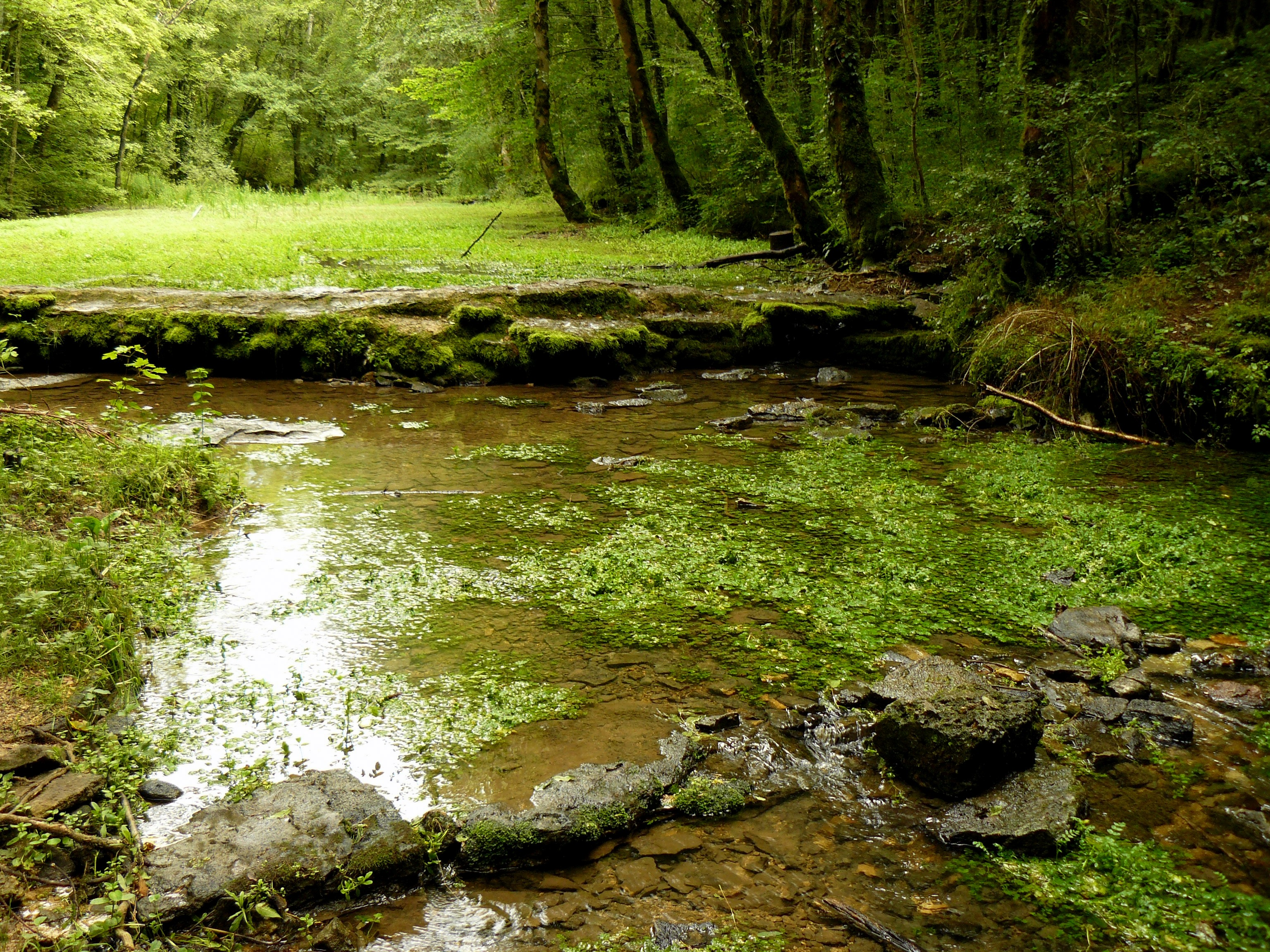
La source de l'Aube, près de Praslay, dans la forêt d'Auberive.

De 248,9 km de longueur, l’Aube prend sa source dans le département de la Haute-Marne sur le plateau de Langres à proximité de Praslay à 380 m d'altitude. Il y a en réalité deux sources distantes de 800 m l'une de l'autre. La rivière remonte vers le nord sur une vingtaine de kilomètres jusqu'à Dancevoir où elle rejoint son premier affluent d'importance : l'Aubette. Elle entre alors dans le département de la Côte-d'Or. Son parcours dans ce département dure une dizaine de kilomètres traversant notamment Montigny-sur-Aube. À Montigny, elle s'oriente ensuite vers le nord, retourne en Haute-Marne puis dans le département de l'Aube où elle reprend à Bayel un cours à nouveau orienté au nord-ouest. Elle passe alors à Bar-sur-Aube, la plus grande ville qu'elle traverse puis aux lacs d'Amance et du Temple. Après quoi, la rivière s'oriente nord-nord-ouest et enfin ouest à partir d'Arcis-sur-Aube avant de confluer avec la Seine à l'amont de Marcilly-sur-Seine, après être entrée dans le département de la Marne.
Les crues de l'Aube sont régulées par le lac Amance et le lac du Temple via un canal d'amenée qui débute à l'aval de Trannes au barrage de Beaulieu. L'eau détournée atteint le lac Amance en communication avec le lac du Temple par un canal de jonction. Les débits régulés par les lacs sont renvoyés dans le lit naturel de l'Aube à Mathaux via un canal de restitution (lac du Temple) et/ou via la rivière Amance (lac Amance).
Les lacs ont également une fonction de soutien d'étiage en période estivale. Leur remplissage se fait de la fin de l'automne à fin juin et leur vidange pendant l'été et l'automne.
La rivière a donné son nom au département de l’Aube.

## Principales communes traversées
- Haute-Marne : Auberive, Laferté-sur-Aube
- Côte-d'Or : Montigny-sur-Aube
- Aube : Bar-sur-Aube, Brienne-le-Château, Ramerupt, Arcis-sur-Aube
- Marne : Granges-sur-Aube, Anglure, Baudement, Saron-sur-Aube

## Principaux affluents

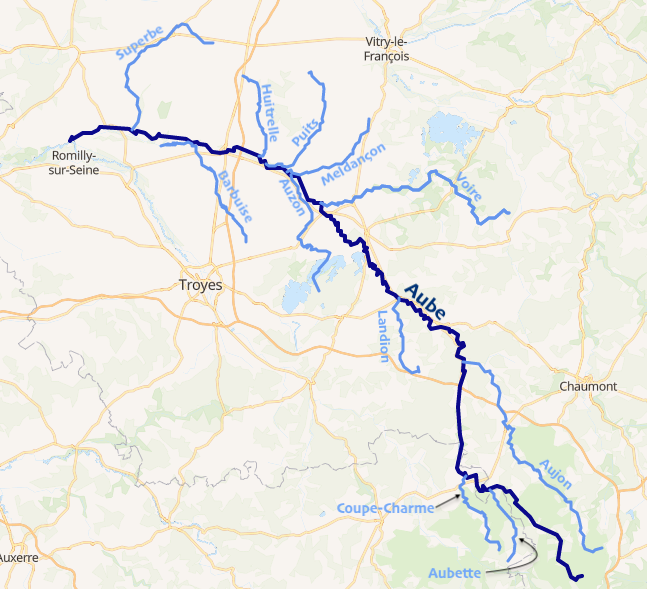
Cours de l'Aube et de ses affluents de plus de 20 km (carte interactive).

- l'Aubette
- l'Aujon (rd)[note 2],
- l'Auzon (rg),
- le Landion (rg),
- la Voire (rd),
- le Ravet
- le Meldançon
- le Puits
- l'Huitrelle (rd),
- l'Herbissonne (rd),
- la Barbuise (rg),
- le Salon
- la Superbe (rd),

## Hydrologie
L'Aube est une rivière assez abondante, comme toutes les rivières issues des hauteurs situées à l'est du bassin de la Seine.

### L'Aube à Arcis-sur-Aube

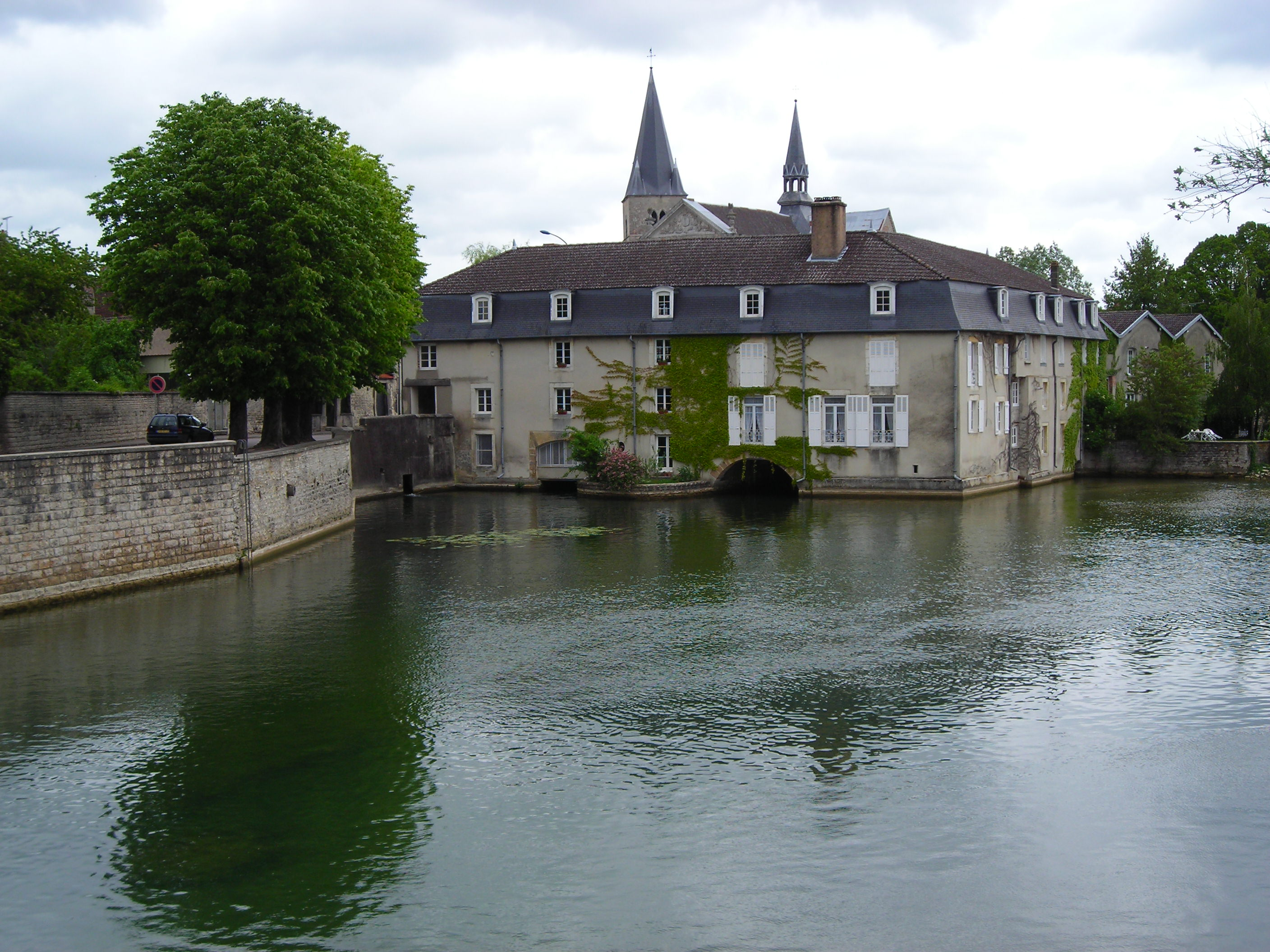
L'Aube à Bar-sur-Aube.

Son débit a été observé depuis le 1er janvier 1960 , à Arcis-sur-Aube (données DIREN Champagne), petite ville située à 40 km de la confluence avec la Seine, et à 84 m d'altitude. Le bassin versant de la rivière y est de 3 590 km2 (soit plus de trois quarts de sa totalité qui fait 4 660 km2).
Le module de la rivière à Arcis-sur-Aube est de 33,6 m3/s.
L'Aube présente des fluctuations saisonnières de débit moyennes, comme bien souvent en Champagne, avec des hautes eaux d'hiver-printemps amenant le débit mensuel moyen à un niveau situé entre 45 et 61 m3/s, de décembre à avril inclus (avec un maximum en février), et des basses eaux d'été, de juillet à septembre, avec une baisse du débit moyen mensuel jusqu'à 14,2 m3/s au mois d'août. Mais les fluctuations sont bien plus prononcées sur de courtes périodes et les débits varient d'après les années.

### Étiage ou basses eaux
À l'étiage, le VCN3 peut chuter jusque 3,5 m3/s, en cas de période quinquennale sèche, ce qui reste confortable. Il est vrai que les débits d'étiage sont soutenus par les énormes réservoirs construits sur la rive gauche de son parcours (lac Amance, lac du Temple).

### Crues
Les crues peuvent être importantes. Les QIX 2 et QIX 5 valent respectivement 140 et 220 m3/s. Le QIX 10 est de 240 m3/s, le QIX 20 de 280 m3/s et le QIX 50 de 330 m3/s, soit 10 fois de module.
Le débit instantané maximal enregistré à la station d'Arcis-sur-Aube a été de 332 m3/s le 14 avril 1983, tandis que la valeur journalière maximale était de 317 m3/s le 13 avril de la même année. En comparant la première de ces valeurs à l'échelle des QIX de la rivière, il ressort que cette crue d'avril 1983 était d'ordre cinquantennal, et donc assez exceptionnelle.
La plus forte crue du XXe siècle s'est déroulée en 1910 (crue de référence du bassin de la Seine), tandis que la crue de 1983 est la plus forte des 50 dernières années.

### Lame d'eau et débit spécifique
L'Aube est une rivière abondante, alimentée par des précipitations elles aussi abondantes, dans la région du plateau de Langres notamment. La lame d'eau écoulée dans son bassin versant est de 296 millimètres annuellement, ce qui est assez élevé, supérieur à la moyenne d'ensemble de la France, et aussi à la moyenne de la totalité du bassin de la Seine (240 millimètres/an). Le débit spécifique (ou Qsp) de la rivière atteint 9,4 litres par seconde et par kilomètre carré de bassin.

### Débit estimé au confluent avec la Seine
Le débit exact au niveau du confluent avec la Seine n'est pas calculé par les services de la DIREN. Néanmoins, on peut aisément le déduire grâce aux chiffres fournis par la Banque Hydro au niveau de deux stations d'observation situées sur la Seine à peu de distance du confluent, l'une en amont de celui-ci à Méry-sur-Seine, l'autre en aval à Pont-sur-Seine.
À Méry-sur-Seine, le débit moyen annuel ou module de la Seine, observé durant 51 ans est de 32,8 m3/s, et à Pont-sur-Seine, le débit observé durant une période de 29 ans, est monté à 77,1 m3/s, soit une différence de 44,3 m3/s. En admettant que 2 à 3 mètres cubes soient dus à de petits affluents secondaires se jetant dans le fleuve entre les deux stations, ou à la différence de durée d'observation, il reste qu'au moins 41 m3/s sont dus au flux de l'Aube et constituent donc son débit moyen final.
À remarquer que ce débit moyen de l'Aube de 41 m3/s est supérieur aux 33 ou 34 m3/s du débit moyen de la Seine à ce confluent. Ce qui est logique puisque le bassin versant de l'Aube à la confluence est plus grand (4 660 contre 3 960 km2) avec un régime pluviométrique similaire.

### Débits des cours d'eau du bassin de l'Aube
| Nom         | Localité            | Débits en m3/s | Débits en m3/s | Débits en m3/s | Débits en m3/s | Débits en m3/s | Débits en m3/s | Débits en m3/s | Côte max(m) | Max. instant. | Max. journ. | Lame d'eau (mm) | Surface (km²) |
| Nom         | Localité            | Module         | VCN3 (étiage)  | QIX 2          | QIX 5          | QIX 10         | QIX 20         | QIX 50         | Côte max(m) | Max. instant. | Max. journ. | Lame d'eau (mm) | Surface (km²) |
| ----------- | ------------------- | -------------- | -------------- | -------------- | -------------- | -------------- | -------------- | -------------- | ----------- | ------------- | ----------- | --------------- | ------------- |
|             |                     |                |                |                |                |                |                |                |             |               |             |                 |               |
| Aube        | Longchamp-sur-Aujon | 8,42           | 0,510          | 47             | 53             | 56             | 60             | -              | -           | -             | 60,6        | 387             |               |
| Aujon       | Rennepont           | 6,45           | 0,330          | 37             | 49             | 57             | 64             | 74             | 2,94        | 71,2          | 68,6        | 425             | 481           |
| Aube        | Bar-sur-Aube        | 16,10          | 0,660          | 93             | 130            | 160            | 180            | -              | 2,14        | 145,0         | 142,0       | 398             | 1 280         |
| Aube        | Blaincourt-sur-Aube | 19,00          | 1,400          | 95             | 140            | 170            | 200            | 230            | 4,24        | 171,0         | 214,0       | 366             | 1 640         |
| Voire       | Lassicourt          | 6,90           | 0,280          | 52             | 73             | 87             | 100            | 120            | 3,61        | 128,0         | 123,0       | 244             | 896           |
| Huitrelle   | Lhuître             | 1,15           | -              | 2,3            | 3,4            | 4,2            | 4,9            | -              | 1,14        | 4,83          | 4,54        | 225             | 160           |
| Aube        | Arcis-sur-Aube      | 33,60          | 3,500          | 140            | 200            | 240            | 280            | 330            | 3,68        | 332,0         | 317,0       | 296             | 3 590         |
| Herbissonne | Allibaudières       | 0,33           | 0              | 0,72           | 1,2            | 1,5            | 1,7            | 2,1            | 0,95        | 1,84          | 1,83        | 120             | 87            |
| Barbuise    | Pouan-les-Vallées   | 0,773          | 0              | 1,5            | 2,3            | 2,9            | 3,4            | 4              | 1,02        | 4,64          | 4,64        | 130             | 187           |
| Superbe     | Saint-Saturnin      | 1,64           | 0              | 3,6            | 5,2            | 6,3            | 7,3            | 8,7            | 1,09        | 7,41          | 7,37        | 162             | 320           |
| Aube        | confluent Seine     | 41,00          |                |                |                |                |                |                |             |               |             |                 | 4 660         |
|             |                     |                |                |                |                |                |                |                |             |               |             |                 |               |

## Écologie et aménagements

### La pêche
La rivière appartient au domaine public et est classée comme cours d'eau de première catégorie en amont de Brienne le Château, ensuite en 2e catégorie piscicole. Près de son confluent, l'Aube a toutes les caractéristiques des rivières de plaine. Il s'y trouve en grand nombre des gardons, des ablettes, des goujons, des carpes, des tanches, et leurs prédateurs, brochets et sandres de belle taille, ainsi que des perches.